# Kenneth Stanley Reightler
Kenneth Stanley Reightler (*24. března 1951 v Patuxent River, stát Maryland, USA), vojenský pilot, důstojník a americký kosmonaut. Ve vesmíru byl dvakrát.

## Život

### Studium a zaměstnání
V roce 1969 zdárně ukončil střední školu Bayside High School ve městě Virginia Beach ve Virginii a pak pokračoval dalším studiem na United States Naval Academy. Po skončení studia na námořní akademii působil jako pilot a instruktor létání. Později na akademii absolvoval nástavbu, pilotní školu a studoval i na University of Southern California.
V letech 1987 až 1995 byl zařazen do jednotky kosmonautů NASA, po odchodu z ní v roce 1995 byl zaměstnán u firmy Lockheed Martin v Houstonu.
Oženil se s manželkou Maureen Ellen rozenou McHenryovou, má dvě děti.
Měl přezdívku Ken.

### Lety do vesmíru
Na oběžnou dráhu se v raketoplánech dostal dvakrát jako pilot a strávil ve vesmíru 13 dní, 15 hodin a 36 minut. Byl 255. člověkem ve vesmíru.
- STS-48 Discovery (12. září 1991 – 18. září 1991)
- STS-60 Discovery (3. února 1994 – 11. února 1994)